# Église Saint-Maurice de Blandy
Ne doit pas être confondu avec l'église Saint-Maurice de Blandy en Seine-et-Marne
L'église Saint-Maurice de Blandy est une église paroissiale catholique, dédiée à saint Maurice, située dans la commune française de Blandy et le département de l'Essonne.

## Historique
La fondation du lieu de culte est sans doute très ancienne.
L'édifice actuel date du XIIe siècle ou du XIIIe siècle. 
Il est consacré par l'archevêque de Sens le 19 août 1582.
Depuis un arrêté du 6 mars 1926, l'église est inscrite au titre des monuments historiques.
Au début des années 1980 l'édifice présente de graves désordres et doit faire l'objet de travaux de consolidation.
L'édifice est restauré en 1996. 

## Description
L'édifice possède un toit en bâtière. Il abrite un maître-autel baroque du XVIIe siècle. 

## Pour approfondir